# Травень 2023
Травень 2023 — п'ятий місяць 2023 року, що розпочався у понеділок 1 травня та закінчився у середу 31 травня.

## Свята та пам'ятні дні
- 18 травня — Вознесіння Господнє — велике релігійне свято, у християнстві вознесіння Ісуса Христа на небо, яке відбулося через 40 днів після Воскресіння.

## Травень 2023
- 1 травня
  - Лука Бресель виграв у Марка Селбі фінал головного професійного рейтингового турніру зі снукеру в Шеффілді, Англія[1]
- 2 травня
  - Верховна Рада України визначила політичний режим Росії як рашизм і засудила його засади та практики як тоталітарні та людоненависницькі[2][3][4][5]
- 4 травня
  - Вищий антикорупційний суд арештував мера Одеси Геннадія Труханова з альтернативою внесення 13,420 млн грн застави. Обвинуваченого взято під варту в залі суду[6]
- 5 травня
  - ВООЗ оголосила завершення «глобальної надзвичайної ситуації» щодо COVID-19[7]
- 5 — 21 травня
  - 86-й чемпіонат світу з хокею із шайбою міжнародної федерації хокею із шайбою (ІІХФ), який проходив в містах Тампере (Фінляндія) та Рига (Латвія).[8][9]
- 6 травня
  - Коронація Карла III та Камілли.
- 9 — 13 травня 
  - 67-й пісенний конкурс Євробачення 2023, який відбувся у Ліверпулі, Великій Британії, після того, як Україна, яка перемогла на конкурсі 2022 року з піснею «Stefania» гурту «Kalush Orchestra», не змогла задовольнити вимоги щодо проведення конкурсу через безпекові побоювання, спричинені російським вторгненням в Україну.
- 15 травня
  - НАБУ затримало Голову Верховного Суду України Всеволода Князєва на хабарі близько 1.8 млн доларів[10][11]
  - Зафіксовано найпотужніший за всю історію спостережень вибух у Всесвіті, який отримав назву AT 2021lwx[12]
- 25 травня
  - У ПАР було затримано підозрюваного у вбивстві близько 2 тисяч людей народу тутсі під час геноциду в Руанді, що переховувався від правосуддя понад 20 років. Фульгенса Каїшему звинувачують у масовому вбивстві людей, що відбулося 1994 року в католицькій церкві у Ньянґе (провінція Нгорореро)[13][14]
- 26 травня
  - Головою Верховного Суду України обраний Станіслав Кравченко[15]
  - Електромобіль Tesla Model Y став найбільш продаваним автомобілем у світі в першому кварталі 2023 року, потіснивши Toyota Corolla[16]
- 28 травня
  - Реджепа Тайїпа Ердогана переобрано президентом Туреччини[17]
  - Канада виграла рекордний 28-й титул чемпіона світу з хокею, перемігши у фіналі Німеччину[18]
- 30 травня
  - Під час збройного прикордонного конфлікту на кордоні між Іраном та «Талібаном» загинуло декілька осіб[19]
- 31 травня
  - Після запуску Шеньчжоу-16 встановлено новий рекорд за кількістю людей, що одночасно опинилися на навколоземній орбіті — 17 космонавтів[20]